# Bambolê
O bambolê (português brasileiro) ou arco (português europeu) é um aro de brinquedo que é girado ao redor da cintura, membros ou pescoço. Foi criado no Egito há três mil anos e era feito com fios secos de parreira. As crianças egípcias imitavam com os bambolês as artistas que dançavam com aros em torno do corpo.

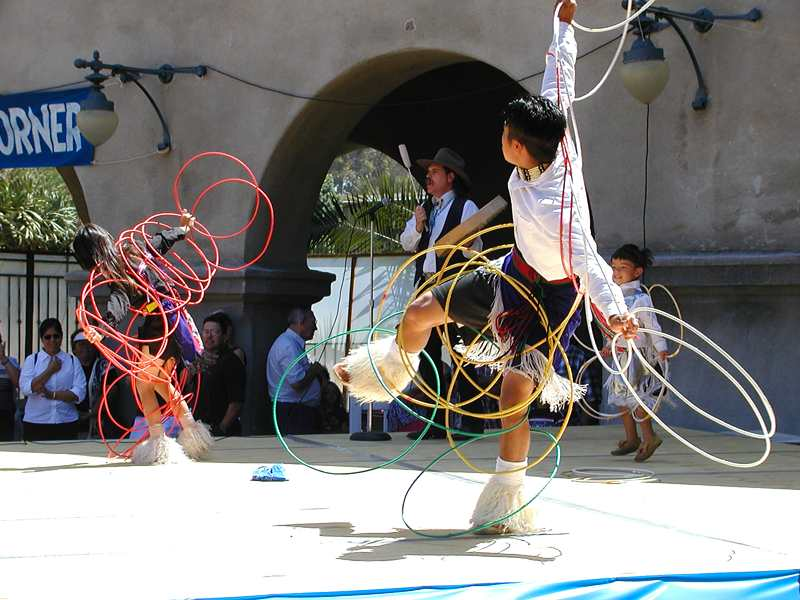
Crianças apresentado a dança nativo-americana denominada "hoop dance" (dança do aro).

O bambolê como conhecemos atualmente, de plástico colorido, surgiu nos Estados Unidos em 1958. Foi uma criação dos norte-americanos Arthur Melin e Richard Knerr, donos de uma fábrica de brinquedos, que trouxeram a ideia da Austrália, onde estudantes de ginástica se divertiam girando aros de bambu na cintura. O brinquedo foi batizado de hula hoop, e eles venderam cerca de 25 milhões de unidades em apenas quatro meses. No mesmo ano, a fábrica de brinquedos Estrela lançou o hula no Brasil, com o nome tirado do verbo "bambolear" (gingar).
Na Inglaterra, o brinquedo era feito de madeira ou ferro - o que o tornava perigoso -  foi até chamado de aro mortal.